# Amaurobius
Genre
Synonymes
- Walmus Chamberlin, 1947

Amaurobius est un genre d'araignées aranéomorphes de la famille des Amaurobiidae.

## Distribution
Les espèces de ce genre se rencontrent en écozone holarctique sauf Amaurobius tristis d'Érythrée.

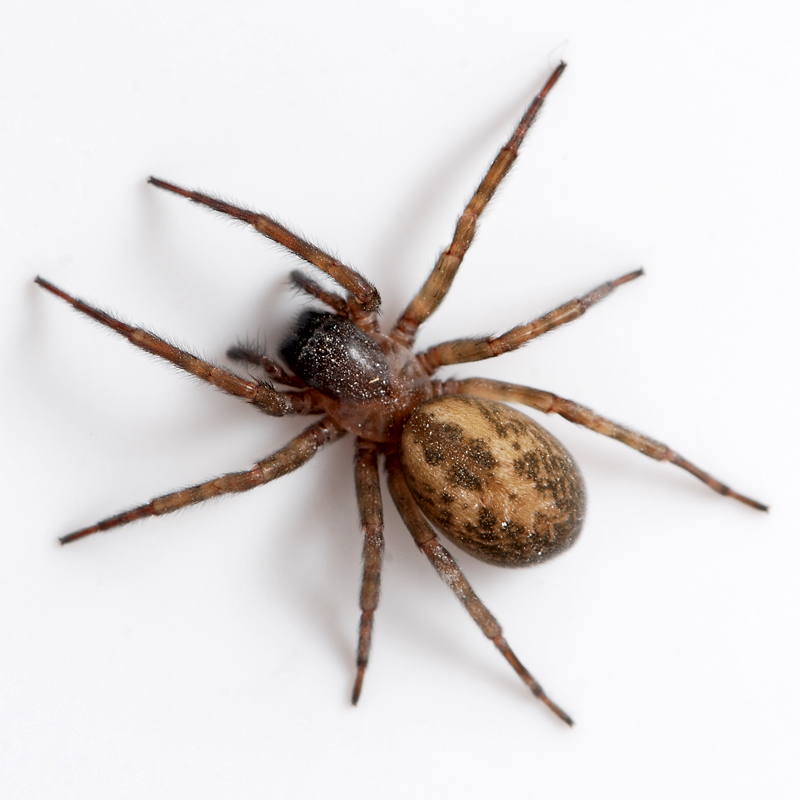
Amaurobius similis

## Liste des espèces
Selon World Spider Catalog (version 26, 22/07/2025) :
- Amaurobius agastus (Chamberlin, 1947)
- Amaurobius annulatus (Kulczyński, 1906)
- Amaurobius antipovae Marusik & Kovblyuk, 2004
- Amaurobius ausobskyi Thaler & Knoflach, 1998
- Amaurobius barbaricus Leech, 1972
- Amaurobius barbarus Simon, 1911
- Amaurobius borealis Emerton, 1909
- Amaurobius candia Thaler & Knoflach, 2002
- Amaurobius caucasicus Marusik, Otto & Japoshvili, 2020
- Amaurobius cerberus Fage, 1931
- Amaurobius corruptus Leech, 1972
- Amaurobius crassipalpis Canestrini & Pavesi, 1870
- Amaurobius cretaensis Wunderlich, 1995
- Amaurobius danba Lin & Li, 2024
- Amaurobius deelemanae Thaler & Knoflach, 1995
- Amaurobius diablo Leech, 1972
- Amaurobius distortus Leech, 1972
- Amaurobius dorotheae (Chamberlin, 1947)
- Amaurobius drenskii Kratochvíl, 1934
- Amaurobius erberi (Keyserling, 1863)
- Amaurobius fenestralis (Ström, 1768)
- Amaurobius ferox (Walckenaer, 1830)
- Amaurobius festae Caporiacco, 1934
- Amaurobius foping Kong, Zhang & Wang, 2025
- Amaurobius galeritus Leech, 1972
- Amaurobius geminus Thaler & Knoflach, 2002
- Amaurobius hagiellus (Chamberlin, 1947)
- Amaurobius heathi (Chamberlin, 1947)
- Amaurobius hercegovinensis Kulczyński, 1915
- Amaurobius intermedius Leech, 1972
- Amaurobius jugorum L. Koch, 1868
- Amaurobius kratochvili Miller, 1938
- Amaurobius latebrosus Simon, 1874
- Amaurobius latescens (Chamberlin, 1919)
- Amaurobius leechi Brignoli, 1983
- Amaurobius lesbius Bosmans, 2011
- Amaurobius longipes Thaler & Knoflach, 1995
- Amaurobius mathetes (Chamberlin, 1947)
- Amaurobius mephisto (Chamberlin, 1947)
- Amaurobius minor Kulczyński, 1915
- Amaurobius minorca Barrientos & Febrer, 2018
- Amaurobius minutus Leech, 1972
- Amaurobius obustus L. Koch, 1868
- Amaurobius occidentalis Simon, 1893
- Amaurobius ossa Thaler & Knoflach, 1993
- Amaurobius pallidus L. Koch, 1868
- Amaurobius palomar Leech, 1972
- Amaurobius paon Thaler & Knoflach, 1993
- Amaurobius pavesii Pesarini, 1991
- Amaurobius pelops Thaler & Knoflach, 1991
- Amaurobius pesarinii Ballarin & Pantini, 2017
- Amaurobius phaeacus Thaler & Knoflach, 1998
- Amaurobius pingwu Kong, Zhang & Wang, 2025
- Amaurobius prosopidus Leech, 1972
- Amaurobius ruffoi Thaler, 1990
- Amaurobius scopolii Thorell, 1871
- Amaurobius similis (Blackwall, 1861)
- Amaurobius strandi Charitonov, 1937
- Amaurobius tamalpais Leech, 1972
- Amaurobius transversus Leech, 1972
- Amaurobius triangularis Leech, 1972
- Amaurobius tristis L. Koch, 1875
- Amaurobius tulare Leech, 1972
- Amaurobius vachoni Hubert, 1965
- Amaurobius vexans Leech, 1972
- Amaurobius yaan Lin & Li, 2024
- Amaurobius yushen Kong, Zhang & Wang, 2025

## Systématique et taxinomie
Ce genre a été décrit par C. L. Koch en 1837.
Walmus a été placé en synonymie par Leech en 1972.

## Publication originale
- C. L. Koch, 1837 : Übersicht des Arachnidensystems. Nürnberg, Heft 1, p. 1-39.